# Gastronomía de Java

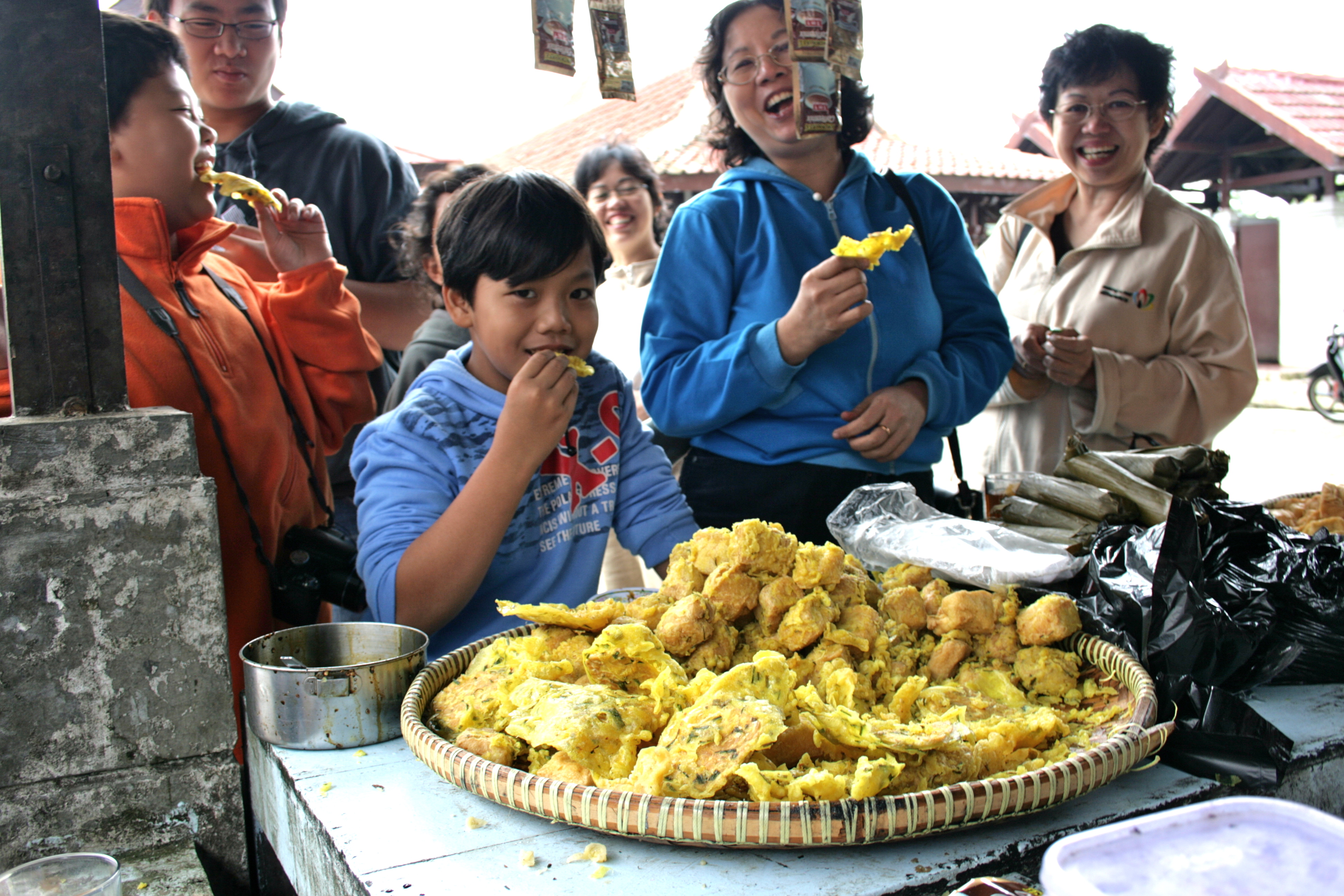
Gorengan (aperitivos fritos) en un mercado de Dieng Plateau (Java Central).

La gastronomía de Java es la de los habitantes de la isla de Java, en Indonesia.
La isla de Java tiene múltiples grupos étnicos: javaneses, sudaneses en la parte occidental y madureses en la isla de Madura, a cierta distancia al este. Estos grupos técnicos tienen sus propias cocinas distintivas.
La cocina javanesa (excluyendo la sudanesa y la maduresa) se divide en tres grupos principales:
- Gastronomía de Java Central (masakan Jawa Tengah),
- Gastronomía de Java Oriental (masakan Jawa Timur),
- Platos javaneses comunes.

Hay similitudes en estas tradicionales culinarias, estando las principales diferencia en los sabores. La cocina de Java Central es más dulce y menos picante, mientras la del este usa menos azúcar y más guindilla, posiblemente influenciada por la gastronomía de Madura.
El arroz es el alimento básico común, servido en cada comida. El gaplek, o mandioca seca, se mezcla a veces con el arroz o lo reemplaza. El pan y otros cereales diferentes del arroz son raros, aunque algunos fideos y patatas se sirven a menudo como acompañamiento del arroz.
Casi el 90% de los javaneses son musulmanes, y por tanto gran parte de la cocina javanesa omite el cerdo. Pocos grupos étnicos de Indonesia consumen cerdo (y otras fuentes de proteína consideradas haram bajo las leyes musulmanas), principalmente en las cocinas balinesa, chino-indonesia y manadesa.

## Gastronomía de Java Central
La comida de Java Central está influenciada por los dos antiguos reinos de Yogyakarta (popularmente Yogya) y Surakarta (popularmente Solo). Muchos platos específicos de Java Central contienen el nombre de la zona en la que primero se popularizaron. Por ejemplo:
- ayam goreng kalasan/klaten: pollo estofado con especias (destacan el cilantro, el ajo, la nuez de la India y el agua de coco) y frito entonces hasta quedar crujiente. Se sirve con sambal y ensalada de verduras crudas.
- bakso solo: albóndigas de ternera servidas en sopa picante hirviendo con fideos finos de frijol chino, brotes, repollo rallado y diversas salsas (pimiento o tomate). Esta versión de solo tiene albóndigas muy grandes, del tamaño de pelotas de tenis, por lo que a veces también se llama bakso tenis. Es un plato de influencia china, pero se ha convertido en un aperitivo popular en toda Indonesia.
- gudeg yogya: estofado de yaca verde, pollo y huevo duro. Este plato tiene un sabor dulce y sabroso único. Suele acompañarse de estofado picante de piel interior de ternera y tofu.
- jenang kudus: una golosina hecha de harina de arroz, azúcar de palma y leche de coco.
- lumpia semarang: rollito de primavera frito o al vapor. El relleno varía, pero consiste principalmente en carne y brotes de bambú. Se sirve con salsa de soja fermentada dulce (tauco) o salsa de ajo dulce. Otro acompañamiento es el acar, pepino encurtido y guindilla agridulce al estilo indonesio.
- lupis: triángulos de arroz glutinoso hervidos, con coco rallado y jarabe de azúcar de palma.
- nasi bogana tegal: un plato de arroz al vapor envuelto en hoja de plátano con diversos acompañamientos.
- sate blora: satay de pollo.
- soto kudus: una sopa indonesia común condimentada con cúrcuma que puede hacerse de pollo, ternera o carnero. La versión de Kudus (una ciudad de Java central), se hace con pollo.
- srabi solo: panqueque hecho de leche de coco, mezclado con un poco de harina de arroz como espesante. El srabi puede servirse solo, o cubierto con rodajas de plátano, yaca picada, virutas de chocolate o queso.
- swikee purwodadi: ancas de rana cocidas en sopa de salsa de soja fermentada (tauco).
- teh poci tegal: té cocido en tetera de barro, servido con azúcar piedra. Tegal, una ciudad de Central Java, es un importante productor de té de alta calidad.
- timlo solo: una sopa de ternera y verdura.

Otros platos que pueden haber surgido en Java central son:
- bakmoy: pequeños cubos de tofu frito, pollo y huevo duro servidos con caldo de pollo y relish de salsa de soja dulce.
- bakpia: un pastel dulce relleno de pasta de frijol chino endulzado.
- madu mongso: una golosina hecha de arroz glutinoso negro fermentado, cocido en leche de coco y azúcar. Es pegajoso y muy dulce, y viene envuelto en cáscara de maíz.
- tongseng: un curry fuertemente condimentado de cordero con hueso, que se saltea rápidamente en el punto de venta con verdura.
- wingko babat: un pastel hecho principalmente de arroz glutinoso y coco seco, tostado y vendido templado.

## Gastronomía de Java Oriental
La gastronomía de Java Oriental está bastante influenciada por la gastronomía maduresa. Madura es un importante productor de sal, lo que explica la ausencia de azúcar en muchos platos. Muchos de los platos de Java Oriental son también típicamente madureses, como el soto Madura y el sate Madura, vendido normalmente por inmigrantes madureses.
Aunque hay muchos platos con nombres de ciudades adscritos a ellos, se encuentran versiones locales de los mismos en cada ciudad. Los platos más populares asociados a ciudades son:
- pecel madiun: una ensalada de verdura cocida, aliñada con salsa picante a base de cacahuete. Suele servirse como acompañamiento del arroz. Un cracker de cacahuete, pescado seco o gamba seca (rempeyek) se sirve junto a ella. No debe confundirse con el pecel lele, que es el pez gato local frito servido con sambal.
- sate madura: satay de pollo.
- soto madura: una sopa de ternera y vísceras a base de cúrcuma, servida con huevo pasado por agua y sambal.
- soto lamongan: soto de pollo originario de la ciudad de Lamongan.

Otros platos sin una ubicación específica son:
- angsle (o wedang angsle): Una sopa caliente de postre con perlas de sagú, arroz glutinoso y frijol chino precocidos, putu mayang (pasteles de harina con forma de fideo y colores brillantes) y cacahuetes fritos sumergidos en leche de coco dulce y caliente.
- ayam penyet: pollo frito (véase ayam goreng) ligeramente machacada en un mortero con un poco de sambal.
- bebek goreng: pato frito, previamente cocido y reducido con especias.
- cwie mie: un plato de fideos de influencia china, conteniendo fideos cocidos y condimentados cubiertos con carne picada precocinada (normalmente cerdo o pollo) y wonton cocido. Se parece al zhajiang mian chino.
- gado-gado: parecido al pecel, pero incluye verduras diferentes, además de rodajas de huevo duro y una guarnición de crackers de pescado o gamba y emping (nuez de Gnetum gnemon aplastada, seca y frita hasta obtener pequeños crackers delgados).
- gule kambing: carnero cocido en una sopa de leche de coco parecida a un curry.
- jajan pasar: varios tipos de pasteles de harina de trigo, harina de arroz y harina de arroz glutinoso con distintas formas y colores, espolvoreados con coco seco y azúcar de palma fundida. El nombre significa literalmente ‘aperitivo de mercado’, ya que suele venderse solo en mercados tradicionales.
- klepon: una bola de arroz glutinoso con azúcar de palma, teñido de verde con hoja de pandano y recubierto de coco fresco rallado.
- kripik tempe: chips de tempeh (pastel de soja), cortado fino, rebozado ligeramente y frito.
- lontong balap: un plato de pasteles de arroz, tofu frito y brotes de judía, empapados en kecap manis y salsa de sambal. En el pasado, los vendedores callejeros de lontong balap llevaban su mercancía en una urna metálica grande y pesada. El peso hacía que tuvieran que caminar realmente rápido cuando la llevaban, por lo que parecía que corrían (de ahí su nombre).
- nasi kuning: parecido al nasi rames, pero el arroz se cocina en leche de coco y se tiñe de amarillo fuerte usando cúrcuma, aromatizándolo con hierbalimón y hojas de combava.
- nasi rames o nasi campur: arroz con acompañamientos, normalmente estofado de verduras al curry (sayur lodeh), una selección de pescado o pollo o carne y casquería, y un trozo de sambal picante. (Véase el rijstaffel parecido.).
- rawon: una sopa oscura de ternera, servida con brotes de frijol chino y el omnipresente sambal. El color oscuro, casi negro, procede de la nuez de kluwak.
- ronde (o wedang ronde): un postre javanés caliente consistente en bolas de arroz glutinoso rellenas de pasta de cacahuete, flotando en un té caliente y dulce de jengibre y hierbalimón.
- rujak cingur: una ensalada mezcla de verdura cocida y cruda, con el añadido de morro de ternera cocido. Se aliña con una salsa hecha de pasta de gamba fermentada caramelizada (petis), cacahuete, guindilla y especias. Suele servirse con lontong, un paste de arroz cocido.
- sego krawu: arroz con sambal trasi y carne.
- semanggi: una ensalada hecha de hojas de semanggi cocidas que crecen en los arrozales. Se aliña con salsa de cacahuete picante.
- sop buntut: sopa de rabo de buey.
- tahu tek: un plato consistente en tofu cortado frito, verdura cocida (principalmente brotes de judía) y patata, empapada en salsa a base de cacahuete. La salsa lleva pasta de gamba fermentada caramelizada (petis), guindilla y ajo.
- tahu campur: una sopa de carne y casquería de ternera mezcladas con verdura fresca, patata, pastel de arroz y tofu. Su ingrediente secreto es la pasta de gamba fermentada caramelizada (petis), que se añade justo antes de servir.

## Platos javaneses comunes
Estos son platos javaneses comunes, que pueden encontrarse en toda Java con independencia de la ubicación:
- pepes: carne, pollo o marisco y pescado de agua dulce mezclado con pasta de especias, envuelto en hoja de plátano y entonces hecho al vapor o a la parrilla.
- sayur asem: verdura en sopa con sabor a tamarindo. Puede servirse caliente o frío.
- sayur lodeh: verdura surtida estofada en leche de coco.
- tumis sayuran: verdura salteada, normalmente mezclada con guindilla y pasta de especias.

- Datos: Q6165227